# Les Transistors
Les Transistors est une série télévisée québécoise en six épisodes de 45 minutes créée par Michel Trouillet et diffusée du 26 novembre au 31 décembre 1982 à la Télévision de Radio-Canada.

## Synopsis
Alexandre, 12 ans, Julie, 11 ans, et Isabelle, 13 ans, sont les créateurs et uniques membres d'une association sans but lucratif ayant pour but de vanter les bienfaits de l'électronique.

## Fiche technique
- Scénariste : Michel Trouillet
- Réalisation : Yves Hébert
- Société de production : TF1, Société Radio-Canada, Les Transistors Guardian Trust, Les Productions Yves Hébert, Les Films Transistors

## Distribution

### Acteurs principaux
- Suzanne Clément : Julie
- Alain Bonhomme : Alexandre
- Nathalie Bergeron : Isabelle

### Acteurs secondaires
- Marie Bégin
- Élizabeth Chouvalidzé
- Gaston Lepage
- Benoît Marleau
- Jean-Guy Moreau
- Jean-René Ouellet
- Robert Rivard

## Épisodes
1. Lucifer II appelle XM 288
2. La Toile d'araignée
3. Chanson pour Isabelle
4. Le Fantôme de Saint-Constant
5. Albert, le robot
6. L'Espion de Terre des Hommes